# Procés de Bergeron

Repartiment dels tipus de precipitació en un núvol segons la temperatura :
1) Cristalls de gel
2) Neu i gotetes sobrefoses (dominat per l'efecte Bergeron)
3) Gotetes sobrefoses (dominat per la coalescència)
4) Gotetes de pluja

El procés o efecte de Bergeron o Procés Wegener–Bergeron–Findeisen (dels científics Alfred Wegener, Tor Bergeron i W. Findeisen), és un procés de creixement de cristalls de gel que es presenta en els núvols en una fase mesclada (que conté una mescla d'aigua sobrerefredada i gel) en regions on la pressió de vapor ambiental cau entre la pressió de vapor de saturació sobre l'aigua i la pressió de vapor de saturació sobre el gel La pressió de vapor de saturació sobre l'aigua és més gran que la pressió de vapor de saturació sobre el gel. Això dona com a resultat en una ràpida evaporació de l'aigua líquida i un creixement ràpid dels cristalls de gel a través de la sublimació inversa del vapor. Si el nombre de densitat del gel és petit comparat amb el de l'aigua líquida, els cristalls de gel poden créixer prou per caure del núvol fusionant-se en gotes de pluja si les temperatures dels nivells més baixos del núvol són suficientment calentes.

## Història
Al principi del creixement del gel per sublimació inversa sobre aigua líquida va ser teoritzat per l'alemany Alfred Wegener el 1911, però fins uns 10 anys més tard no es va reconèixer la seva aplicació en la precipitació meteorològica.
L'any 1922, Tor Bergeron va fer la teoria que els cristalls de gel que observà en les branques dels arbres emetien vapor als estrats sofrerefredats dels núvols evitant que aquests arribessin a la superfície del sòl.
Bergeron va fer la teoria que aquest procés podria ser el responsable de tota la pluja, fins i tot en els climes tropicals. A finals de la dècada de 1930 el meteoròleg Walter Findeisen va estendre i afinar el treball, en teoria i experimentació, el treball de Bergeron.

## Condicions requerides
A temperatures de subcongelació, {\displaystyle e_{s}}sempre és major que {\displaystyle e_{i}}, però la pressió de vapor de l'ambient (e) no està lligada a un rang particular. Això dona lloc a tres escenaris possibles:
{\displaystyle {\begin{aligned}(1)~~~e>e_{s}>e_{i}\\(2)~~~e_{s}>e>e_{i}\\(3)~~~e_{s}>e_{i}>e\\\end{aligned}}}

D'aquests tres escenaris, només el segon descriu el procés de Bergeron.

## Formació de cristalls de gel
La manera més comuna de formar un cristall de gel comença amb un nucli de gel dins el núvol. Els cristalls de gel es poden formar per deposició heterogènia, contacte, immersió congelació després de la condensació
L'aigua es congelarà a diferents temperatures depenent del tipus de nuclis de gel presents. El nucli de gel fa que l'aigua es congeli a temperatures més altes de les que ho faria espontàniament. Per l'aigua pura la congelació espontània en els núvols pot tenir lloc a -42 °C. Here are some examples of ice nuclei:
| Nucli de gel   | Temperatura de congelació (ªC) |
| -------------- | ------------------------------ |
| Bacteris       | -2.6                           |
| Caolinita      | -4                             |
| Iodur de plata | -7                             |
| Vaterita       | -9                             |

## Precipitació
El procés de Bergeron sovint dona com a resultat la precipitació meteorològica. A mesura que els cristalls creixen i cauen passen per la base del núvol, la qual pot estar per sota del punt de congelació. Això causa que els cristalls es fonguin i caiguin en forma de pluja. També hi pot haver una capa d'aire per sota del punt de congelació que causa que es tornin a congelar en forma de neu granulada i si aquesta capa per sota del punt de congelació es troba a la superfície causa la pluja engelant. En aquest procés de Bergeron també es pot donar el cas que no hi hagi precipitació per evaporació abans d'arribar al sò, (fenomen de la virga).